# شاخص پول هوشمند
شاخص پول هوشمند (انگلیسی: Smart money index) یا شاخص جریان پول هوشمند یک شاخص تحلیل تکنیکی است که احساس سرمایه گذاران را نشان می‌دهد. این شاخص توسط دون هیز، ابداع شد. این شاخص براساس الگوهای قیمت هر روز است.
ایده اصلی این است که اکثر معامله گرها در ابتدای روز معاملاتی به اخبار و اطلاعات روز قبل بیش از حد واکنش نشان می‌دهند. همچنین خریدهای زیادی در سفارش‌های ابتدای بازار وجود دارد؛ بنابراین، استراتژی اساسی معامله در برابر روند قیمت صبح و معامله با روند قیمت آخر زمان بازار است. SMI ممکن است برای بسیاری از بازارها و شاخص‌های بازار مانند S&P 500، داو جونز و غیره محاسبه شود.

## نحوه بهره‌گیری

### همگرایی
اگر بازار در جهت کلی SMI حرکت کند، SMI در حال «تأیید» جهت بازار سهام است که نشان می‌دهد روند ادامه خواهد داشت.
اگر تجمعات بازار سهام و روند شاخص جریان پول هوشمند همزمان بیشتر باشد، این به عنوان نشانه صعودی «تأیید پول هوشمند» تلقی می‌شود. اگر بازار سهام سقوط کند و روند شاخص جریان پول هوشمند همزمان کاهش یابد، این به عنوان یک نشانه نزولی «تأیید پول هوشمند» تلقی می‌شود.

### واگرایی
اگر روند بازار در جهتی متفاوت از SMI باشد، در نهایت بازار سهام به معنای بازگشت به جهت SMI خواهد بود. این بدان معنی است که:
اگر بورس نزول کند اما روند شاخص جریان پول هوشمند روند بالاتر (پول هوشمند نسبت به پول گنگ صعودی تر باشد)، این به عنوان “واگرایی صعودی” برای بازار سهام تلقی می‌شود. این فرضیه بیان می‌کند که بورس سهام احتمالاً به زودی بالاتر خواهد رفت. اگر بازار سهام صعود کند اما شاخص جریان پول هوشمند روند نزولی پیدا کند (پول هوشمند نسبت به پول گنگ نزولی تر باشد)، این به عنوان “واگرایی نزولی” برای بازار سهام تلقی می‌شود. تئوری بیان می‌کند که بورس احتمالاً به زودی روند نزولی خواهد داشت.